# Chardon-Lagache (metrostation)
Chardon-Lagache is een station van de metro in Parijs langs metrolijn 10 in het 16e arrondissement.
Treinen stoppen hier alleen in de richting Gare d'Austerlitz. Het station werd op 30 september 1913 geopend. Het is genoemd naar Pierre Chardon, de dokter achter de idee van "medicijnen voor de armen".
Boulogne - Pont de Saint-Cloud · 
Boulogne - Jean Jaurès · 
Porte d'Auteuil · 
Michel-Ange - Auteuil · 
Église d'Auteuil · 
Michel-Ange - Molitor · 
Chardon-Lagache · 
Mirabeau · 
Javel - André Citroën · 
Charles Michels · 
Avenue Emile Zola · 
La Motte-Picquet - Grenelle · 
Ségur · 
Duroc · 
Vaneau · 
Sèvres - Babylone · 
Mabillon · 
Odéon · 
Cluny - La Sorbonne · 
Maubert - Mutualité · 
Cardinal Lemoine · 
Jussieu · 
Gare d'Austerlitz